# Riccardo Zandonai
Riccardo Zandonai (Sacco di Rovereto, 28 de mayo de 1883-Pésaro, 5 de junio de 1944) fue un compositor italiano de ópera.

## Biografía
Zandonai nació en Sacco di Rovereto, entonces parte del Imperio austrohúngaro. Siendo un chico ya mostró especiales aptitudes en los estudios musicales, y fue admitido al Conservatorio de Pésaro en 1899, completando sus estudios en 1902 -cursó los estudios correspondientes a 9 años en sólo 3-. Entre sus profesores cabe mencionar a Pietro Mascagni, que lo estimaba mucho. Durante este periodo compuso el Inno degli studenti trentini, que se convirtió en el himno de la organización de jóvenes irredentistas de su provincia natal. Su trabajo de graduación fue la ópera Il ritorno di Odisseo, (El regreso de Ulisses) basada en un poema de Giovanni Pascoli. El mismo año 1902 puso música a otra obra de Pascoli, Il sogno di Rosetta. Inició su carrera como epígono verista bajo la protección de la casa Ricordi; por ende sus primeros éxitos pertenecen a la escuela verista como "Conchita"; continuó su trabajo creando óperas de considerable interés dramático e ingeniosa construcción llegando a tratar ideas de un movimiento posterior y continuo, el posverismo (Lo que cambia, sobre todo, es el enfoque argumental: mientras el verismo conservaba algo todavía del culto del amor romántico, conducía inevitablemente a la muerte, pero cuyos protagonistas intentaban sortear como podían, en el posverismo los protagonistas se lanzan abiertamente a chocar con el mundo que los rodea a fin de morir de modo espectacular; porque el amor es un sentimiento que no admite disimulos ni cobardías: los enamorados se enfrentan abiertamente con la muerte) tomado de "Historia de la Ópera" de Roger Alier
Su fama se asentó con la ópera Francesca da Rimini, una adaptación libre de una tragedia de Gabriele d'Annunzio que había sido escrita expandiendo un pasaje de La Divina Comedia de Dante. Esta ópera nunca ha caído completamente del repertorio y ha disfrutado de varias grabaciones. Al poco del estreno, Zandonai se casó con la soprano Tarquinia Tarquini, para la cual creó el papel de Conchita en la ópera homónima (sobre un tema que anteriormente Puccini había considerado y rechazado). 
Pero pronto estalló la guerra mundial. El patriótico Zandonai compuso en el año 1916 la canción, Alla Patria, dedicada en Italia, con el resultado que su casa y propiedades en Sacco, entonces bajo el dominio Austro-Húngaro, fueron confiscadas. Después de la guerra le fueron devueltas. 
Cuando Puccini murió dejando inacabado el último acto de Turandot, Zandonai estuvo entre los compositores que el editor Ricordi consideraba competentes para completarlo. Incluso parece que el mismo Puccini, en sus últimos días, había recomendado a Zandonai -y ciertamente Arturo Toscanini encontró adecuada esta decisión- pero Tonio, el hijo de Puccini, por razones que todavía son oscuras, vetó a Zandonai. Finalmente, fue Franco Alfano el encargado de acabar la ópera, y es la versión de este, que Toscanini arregló y alteró, la que habitualmente se escucha. 
El 1935 Zandonai fue nombrado director del Conservatorio de su estimada Pesaro. Aquí recuperó algunas óperas olvidadas de Rossini, como Il viaggio a Reims y la apertura de Maometto secondo. En 1941 reorquestó y reorganizó en tres actos La gazza ladra. 
En 1944 murió en Pesaro durante una operación quirúrgica para extraerle cálculos biliares.

## Obras principales

### Ópera
- La coppa del Re (c. 1904, nunca representada)
- L'uccellino d'oro, libreto de Giovanni Chelodi sobre un tema de los Hermanos Grimm, (1907)
- Il grillo del focolare, libreto de Cesare Hanau sobre El grillo del hogar (1908) de Charles Dickens. Estrenada en Turín en 1908.
- Conchita sobre "La femme et le pantin" de Pierre Louÿs, (1911). Estrenada en Milán en 1911.
- Melenis sobre un tema de Louis Bouilhet (1912). Estrenada en Milán en 1912.
- Francesca da Rímini libreto adaptado del drama de Gabriele d'Annunzio (1914). Estrenada en Turín en 1914.
- La via della finestra, sobre tema de Augustin Eugène Scribe (1919). Estrenada en Pésaro en 1919.
- Giulietta e Romeo, libreto de Arturo Rossato sobre el drama de William Shakespeare (1922). Estrenada en Roma en 1922. Existe una versión en alemán con libreto de Alfred Brüggemann.
- I cavalieri di Ekebù, libreto de Rossato basado en la novela La leyenda de Gösta Berling de Selma Lagerlöf. Estrenada en Milán en 1925. La versión alemana, con libreto de Ernst Lert, lleva por título Die Kavaliere von Ekeby (1925).
- Giuliano, libreto de Rossato sobre tema de Santiago de la Vorágine y Gustave Flaubert (1928). Estrenada en Nápoles en 1928.
- Una partita, libreto de Rossato sobre tema de Alejandro Dumas (padre) (1933). Estrenada en Milán en 1933.
- La farsa amorosa, libreto de Rossato sobre "El sombrero de tres picos" de Pedro Antonio de Alarcón (1933). Estrenada en Roma en 1933.
- Il bacio, libreto de Rossato y Emilio Mucci sobre tema de Gottfried Keller (1944, el último acto dejado incompleto).

### Obras religiosas
- Te Deum para coro masculino y órgano (1906)
- Dos libras de Melodie per canto e piano (1907, 1913)
- O Padre nostro che nei cieli stai para coro, órgano y orquesta (1912)
- Messa da Requiem para coro (1914)

### Otros
Diversas composiciones sinfónicas:
- Primavera in Val di Sole
- Autunno fra i monti
- Ballata eroica
- Fra gli alberghi delle Dolomites
- Quadri di Segantini
- Rapsodia trentina
- Colombina
- Concerto romantico para violín.
- Concerto andaluso para violonchelo.
- Diversas bandas sonoras para películas.